# Desa Amparan
Desa Amparan är en administrativ by i Indonesien.   Den ligger i provinsen Jawa Timur, i den västra delen av landet, 700 km öster om huvudstaden Jakarta. Desa Amparan ligger på ön Madura. Den ligger vid sjön Bendung Buyutan.